# Asaka Shooting Range
Asaka Shooting Range er et konkurrenceskydeområde, der ligger i Saitama, som er en forstad til Tokyo. Skydebanen blev opført til de olympiske lege i Tokyo 1964. Skydebanen ligger indenfor et militært område, betegnet Camp Asaka, der blev opført af japanerne under 2. verdenskrig og overtaget af amerikanerne i 1945 indtil de forlod området i 1960. Herefter har japanerne igen drevet området. 
Ved sommer-OL 1964 blev alle pistol- og riffelskydninger gennemført på banen. Endvidere blev skydningen under den Moderne femkamp også gennemført her.
Ved de olympiske lege i Tokyo 2020 gennemføres alle konkurrencerne under skydning på banen.
 Der er for få eller ingen kildehenvisninger i denne artikel, hvilket er et problem. Du kan hjælpe ved at angive troværdige kilder til de påstande, som fremføres i artiklen.

35°46′47″N 139°34′49″Ø / 35.7798°N 139.5802°Ø